# Miladina
Miladina es un género de hongos de la familia Pyronemataceae. Un género monotipo, que solo contiene a la especie Miladina lecithina.